# Alvin Young
Alvin Young, né le 12 novembre 1975 à Port Jervis, dans l'État de New York, est un joueur américain de basket-ball. Il évolue au poste d'arrière.

## Palmarès
- Meilleur marqueur du championnat NCAA 1999